# Hans Fleisch
Hans Fleisch (* 9. April 1958) ist ein deutscher Rechtsanwalt und Autor. Von 2005 bis 2016 war er Generalsekretär des Bundesverbandes Deutscher Stiftungen.

## Leben
Hans Fleisch studierte Rechtswissenschaft in Tübingen und Göttingen. Von 1977 bis 1979 war er in Tübingen im Corps Suevia aktiv.
Von 1977 bis 1988 war Fleisch unter anderem beim „Fortbildungswerk für Studenten und Schüler“ als Referent tätig. Von 1983 bis 1985 war er wissenschaftlicher Assistent an einem Lehrstuhl für Öffentliches Recht der Georg-August-Universität Göttingen. Nachfolgend war er parallel zur juristischen Referendarzeit zwei Jahre Sekretär der Medienkommission der Bundesländer. 1987 wurde er mit einer Arbeit im Verfassungsrecht promoviert. 1988 wurde er als Rechtsanwalt zugelassen und Vorstandsassistent bei der Allianz Lebensversicherung, bei der er von 1990 bis 1992 die Firmenkundenabteilung leitete.
Von 1992 bis 2003 war Fleisch Gründungsgeschäftsführer der von Dirk Rossmann und Erhard Schreiber 1991 gegründeten Deutschen Stiftung Weltbevölkerung. In dieser Funktion nahm er unter anderen an der UN-Weltbevölkerungskonferenz 1994 teil.
1996 initiierte er das Netzwerk „EUROngo“, das sich für sexuelle und reproduktive Rechte sowie Zugang zu Angeboten zur sexuellen und reproduktiven Gesundheit einsetzt, und war bis zum Jahr 2000 einer dessen Sprecher. 1996 gründete er einen Verlag.
2003 wechselte er als Gründungsgeschäftsführer zur Initiative „SUPPLY“ nach Brüssel. Bevor Fleisch 2005 zum Geschäftsführer des Bundesverbandes Deutscher Stiftungen und der Deutschen Stiftungsakademie bestellt wurde, war er 2004 Abteilungsleiter für Finanzen und Administration der Volkswagenstiftung.
Von 2006 bis 2009 gehörte er Steuerungskreis des europäischen Stiftungsnetzwerks „Dafne“ (Donors and Foundations Networks Europe) an. Von 2012 bis 2014 war er einer der drei Sprecher des „Bündnisses für Gemeinnützigkeit“ deutscher Dachverbände gemeinnütziger Organisationen.
Von 2012 bis 2016 war er Mitglied des KfW-Begleitausschusses zur Finanzierung von Sozialunternehmen sowie von 2012 bis 2019 Mitglied des Aufsichtsrates des Nationalen Instituts für Wissenschaftskommunikation. Von 2014 bis 2022 war er Gesellschaftervertreter einer der Eigentümerfamilien des zur IGEPA-Gruppe gehörigen Unternehmens VPH.
2016 gab Fleisch seine Position als Generalsekretär des Bundesverbandes Deutscher Stiftungen auf. 2015 wurde er Vorsitzender des Stiftungsrats der unternehmensverbundenen Heinz Trox-Stiftung sowie Mitglied des Aufsichtsrats und Vorsitzender des Beirats der stiftungseigenen TROX Group 2016/2017 war er Geschäftsführer der Lipoid Stiftung.
Seit 2018 ist Fleisch Vorsitzender des Kuratoriums der unternehmensverbundenen Fox & Fox Familienstiftung. Von 2019 bis 2023 war er Mitglied des Stiftungsrats der unternehmensverbundenen Gerhard Manfred Rokossa Stiftung. Seit 2020 ist er Vorsitzender des Vorstands der unternehmensverbundenen Thomas Haase Stiftung.
Seit 2016 arbeitet Fleisch als Rechtsanwalt für die Kanzlei Flick Gocke Schaumburg.
Im September 2009 verlieh ihm die Universität Hildesheim eine Honorarprofessur. 2015 wurde er mit dem Verdienstkreuz am Bande des Verdienstordens der Bundesrepublik Deutschland ausgezeichnet.
Hans Fleisch ist verheiratet und hat drei Kinder.

## Ehrenämter
Von 1994 bis 2000 war Fleisch Mitglied im Vorstand von Population Communication International und 1998–2002 Mitglied des Vorstands der Falk-von Reichenbach-Stiftung für Traumaforschung sowie von 2000 bis Juni 2013 im Vorstand der CinemaxX-Stiftung. Von 2000 bis 2006 und wieder seit 2018 ist er Stiftungsratsvorsitzender der von ihm gegründeten Stiftung Berlin-Institut für Bevölkerung und Entwicklung. Von 2007 bis 2013 war Fleisch gewähltes Mitglied der Mitgliederversammlung des Deutschen Komitees für UNICEF. Von 2011 bis 2014 war er Mitglied des Vorstands von Transparency International Deutschland. Seit 2018 ist er Mitglied des Wirtschaftsbeirats des Sozialunternehmens Chancenwerk. Von 2018 bis 2023 war er Vorstandsvorsitzender der Steidl Stiftung. Seit Anfang 2024 ist er Mitglied des Kuratoriums der Heinrich-Dammann-Stiftung sowie Leiter der AG Unternehmensbeteiligungsstiftungen des Bundesverbandes Deutscher Stiftungen.
Fleisch ist ferner seit 2015 Aktionär der Kreuzberger Kinderstiftung. Zudem gehört er zu den Gründungsgesellschaftern des „Zentrums für die Liberale Moderne“.

## Selbstständige Publikationen (Auswahl)
- Modell unternehmensverbundene Stiftungen, Edition Stiftung&Sponsoring Bd. 2, Berlin 2018
- Gamification4Good, Edition Stiftung&Sponsoring Bd. 1, Berlin 2018
- Stiftungsmanagement. Ein Leitfaden für erfolgreiche Stiftungsarbeit, StiftungsRatgeber Band 4, Bundesverband Deutscher Stiftungen, Berlin 2013
- Social Franchising, Schriftenreihe der DSW, Hannover 2000 (PDF; 723 kB)
- Die verfassungsrechtliche Stellung des leiblichen Vaters, Baden-Baden 1987 (zugleich Dissertation)
- Die vier Kabelpilotprojekte, Göttingen 1986
- Die Neuen Medien, FWS-Schriftenreihe, Bonn 1985
- Ziviler Ungehorsam, FWS-Schriftenreihe, Bonn 1984

## Aufsätze und Artikel (Auswahl)
- Gamification: eine neue Chance auch für effektives Fundraising, in: Handbuch Fundraising 2. Aufl., Wiesbaden 2020
- Typische Fehler im Stiftungsmanagement, in: Zukunftsorientiertes Stiftungsmanagement, Wiesbaden 2018
- Unternehmensverbundene Stiftungen, Stiftung&Sponsoring, Rote Seiten 04/18,
- Stiftungen und Teilhabe von Kindern und Jugendlichen, Berlin, Bundesverb. Dt. Stiftungen, 2012
- StiftungsReport 2011/12: Auftrag Nachhaltigkeit – Wie Stiftungen das Klima schützen, Berlin, StiftungsVerl., 2011
- StiftungsReport 2010/11: Stadt trifft Stiftung: gemeinsam gestalten vor Ort, Berlin, StiftungsVerl., 2010
- StiftungsReport 2009/10: Engagement kennt kein Alter, Berlin, Stiftungs-Verl., 2009
- Social Franchising, Berlin, Bundesverb. Dt. Stiftungen, 2008
- Aktivitäten deutscher Stiftungen in Mittel- und Osteuropa im Jahr der EU-Erweiterung, Berlin, Bundesverb. Dt. Stiftungen, 2005
- Stiftungen im zusammenwachsenden Europa, Bonn, Bundesverb. Dt. Stiftungen, 2005
- Tätigkeit deutscher Stiftungen in Mittel- und Osteuropa – Verzeichnis der Aktivitäten deutscher Stiftungen in Mittel- und Osteuropa, Berlin, Bundesverb. Dt. Stiftungen, 2005
- Bevölkerungsexplosion – Wie viele Menschen erträgt die Erde?, in: Die großen Themen, hrsg. Von Manfred Eigen und Hans-Dietrich Genscher, Lachen, 1997
- Weltbevölkerungswachstum und globale Sicherheit, in: Jahrbuch für internationale Sicherheitspolitik 2000, Hamburg 2000
- Verstädterung, in: Globale Trends 2002, Frankfurt a. M. 2001

## Herausgeberschaften
- Zeitschrift für Stiftungs- und Vereinswesen (ZStV), Nomos Verlagsgesellschaft (2010–2016)
- Zeitschrift zum Stiftungswesen (ZSt), BWV-Verlag (4/2009 eingestellt)
- Zeitschrift für das Recht der non profit Organisationen (npoR) (bis 2016)